# 韩揆
韩揆（?—?），字伯彦，绵竹人，東漢政治人物。韩揆擔任绵竹令锜裒的主簿時，正值全國爆發黃巾之亂，黄巾軍進入绵竹縣界，韩揆與锜裒逃到草叢中避難。锜裒讓韩揆再去尋找其他更好的隱蔽場所，結果韩揆在返回前，锜裒就被黃巾軍發現並被殺害。韓揆埋葬锜裒後，前往益州从事贾龙處請求讓其帶兵討伐黃巾軍。後來黃巾軍被擊敗，韩揆認為雖然已經替锜裒復仇，再活著也是一種不忠的行為，於是韩揆自杀。